# Echinochloa pithopus
Echinochloa pithopus là một loài thực vật có hoa trong họ Hòa thảo. Loài này được Clayton mô tả khoa học đầu tiên năm 1981.